# ミッテルジン
ミッテルジン (ドイツ語: Mittelsinn) は、ドイツ連邦共和国バイエルン州ウンターフランケン行政管区のマイン＝シュペッサルト郡に属す町村（以下、本項では便宜上「町」と記述する）である。行政機関は同名の首邑に置かれている。

## 地理

### 位置
オーバージンは、ヴュルツブルク地域に位置している。ミッテルジンの地理上の重要な特性は、この町を流れるジン川である。町の紋章の下部（緑の背景）を貫いて表されている。ミッテルジンはオーバージンとブルクジンとの間に位置している。この町の最高地点は町の東部に位置するベルク・クッペの山頂で海抜 453 m、最低地点はジン川沿いの海抜 188 m である。

### 自治体の構成
オーバージンは単独のオルツタイル（行政上の地区）からなる。
ゲマルクング（不動産における地区区分）もミッテルジンだけである。

### 隣接する町村
|                            | オーバージン |                     |
| フォルスト・アウラ*        |              | フォルスト・アウラ* |
| アウラ・イム・ジングルント | ブルクジン   |                     |

- 地名の後に「*」があるのは市町村に属さない地区を示す。
- いずれの町村、地区もマイン＝シュペッサルト郡に属す。

## 地名

### 語源
町名の基礎語である sinn は町内を流れるジン川に由来する。付与語の Mittel は、近隣に位置するオーバージンやニーダージン（現在のブルクジン）と区別するために、川沿いの位置関係を表している。

### 古い表記
この町は、様々な古地図や史料に以下のような表記で記されている。
| - 1295年 Melesynnen - 1319年 Metelnsinne - 1346年 Miltelsynne - 1364年 Metelsynne - 1369年 Metelsinne | - 1372年 Metelnsinne - 1376年 Mettelnsin - 1377年 Mittelnsynne - 1542年 Mittelsynn - 1600年 Mittelsinn |

## 歴史

### 自治体形成まで
フランケン帝国クライスに属していたヴュルツブルク司教領の、アムト・アウラ・イム・ジングルンデの大部分は、まず1803年にバイエルン王国、その後1805年にヴュルツブルク大公国を経て、1808年にアシャッフェンブルク侯国に引き継がれた。ミッテルジンは1812年にフランクフルト大公国に属した。ハーナウ県のアルテングローナウ地区に40戸480人、アシャッフェンブルク県オルプ分県ブルクヨス地区にはエムリヒスターラー・ガラス工場、レンガ工場、55戸555人の住民がいた。1814年に再びバイエルン王国に返還された。ヘッセン＝カッセル選帝侯のこの地における権利は1860年になってバイエルン王国に移された。バイエルンの行政改革に伴い、1818年の自治体令によって現在の自治体が形成された。

### 行政史
1862年にベツィルクスアムト・ゲミュンデン・アム・マインが創設され、ミッテルジンはその管轄下に置かれた。ベツィルクスアムト・ゲミュンデンは、1872年にベツィルクスアムト・ロール・アム・マインに統合された。しかし1902年に再びベツィルクスアムト・ゲミュンデンが新たに設けられた。1939年にドイツ国全土で「ラントクライス」（郡）の名称が用いられることとなった。ミッテルジンは、ゲミュンデン・アム・マイン郡の27市町村の1つとなった。ゲミュンデン・アム・マイン郡の廃止に伴い、ミッテルジンは1972年7月1日に新設されたミッテルマイン郡に属すこととなった。この郡は10か月後に現在のマイン＝シュペッサルト郡と改名された。

### ユダヤ人コミュニティ
遅くとも19世紀からこの町にはユダヤ人家族が住み、ユダヤ人コミュニティを形成し、シナゴーグを建設した。1938年の排斥運動（水晶の夜）でこのシナゴーグは破壊された。その向かい側に建つ旧貯蓄銀行の記念板がそれを想起させる。

## 住民

### 人口推移
1988年から2018年までの間に、この町の人口は926人から805人まで121人、約 13.1 % 減少した。

## 行政

### 行政体
この町はブルクジン行政共同体に属している。

### 議会
この町の町議会は8議席からなる。

### 首長
2008年からペーター・パウル (CSU/SPD/Unabhängige Bürger) が町長を務めている。彼は2020年3月15日の選挙で 66.6 % の支持票を獲得して再選され、さらに6年の任期を得た。

### 紋章と旗
図柄: 上下に分割。上部はさらに赤地と金地に左右二分割されている。向かって左は3つの銀の三角図形。向かって右は斜め十字に組み合わされた2本の赤い行政官の杖。下部は緑地に金の水車の輪。その中央を銀の波状の柱が覆っている。
3つの銀の三角図形は、ヴュルツブルク司教領に属していたことを示している。十字に組み合わされた杖は、重要なツェントゲリヒト（領邦の裁判所）の所在地というこの町の機能を表している。15世紀以降領主権と裁判権は数人の領主権保持者の間で共同で行使された。このため「Viererherrschaft」（直訳: 4人の統治）と呼ばれた。重要な領主権保持者として、テュンゲン家とフッテン家が挙げられる。これらは両貴族系の紋章の色である金と赤の配色で表されている。町の紋章の十字に組み合わされた杖は、ミッテルジンが属していた、19世紀初めに創設され1866年まで存続した重要なバイエル＝ヘッセンの共同支配地を表してもいる。波状の柱と水車の輪は水車が設けられたジン川を象徴している。緑の背景は、この町の農業主体の性格と、レーン山地とシュペッサルト山地との間に位置するこの町の立地を表している。紋章のデザインはミッテルジンのアルフレート・パウリーによる。この紋章は1984年7月26日に承認された。

## 経済と社会資本

### 産業構造
公式統計によれば、2018年時点で働く社会保険支払い義務のある就労者は135人であった。このうち商業・交通業・旅客業に従事する者は22人、その他のサービス業に従事する者は17人であった。また、この町に住む社会保険支払い義務のある就労者は349人であった。さらに2016年の統計では、537 ha の農業用地が存在していた。このうち 315 ha が牧草地/放牧地であった。

### 交通
高速鉄道ハノーファー - ヴュルツブルク線が、タールブリュッケ・ミッテルジンを含むルートでこの町を通っている。

### 教育
この町には以下の教育機関がある（2019年現在）。
- 幼稚園: 2019年の園児数は、定員30人に対して26人であった[10]。

## 人物

### 出身者
- オスヴァルト・ロータウク（ドイツ語版、英語版）（1897年 - 1967年）ナチ時代の法律家。1943年から人民法廷の判事を務めた。